# Iksu Innebandy
IKSU innebandy är idrottsföreningen IKSU:s innebandysektion, bildad 1988 i Umeå. IKSU innebandy är ett av Europas ledande damlag, och har blivit svenska mästare 2005, 2006, 2008, 2012, 2017, 2018 och 2020, samt Europamästare 2006, 2008, 2009, 2010, 2012, 2017 och 2019 (turneringen för 2018 spelades istället i januari 2019). 
Ursprungligen fanns både herr- och damlag, men efter att herrlaget åkt ur Division I 1996 lades det ned. Damlaget har sedan starten spelat i den högsta serien och är etta i maratontabellen för högsta serien, som laget vunnit säsongerna 2008/2009, 2009/2010, 2010/2011, 2011/2012 (Elitserien) samt 2016/2017 (Superligan). 2020 lade man dock ner elitverksamheten, sedan covid-19-pandemin förlamat klubbverksamheten.
Hemmaarenan är IKSU sport och har en publikkapacitet på cirka 800 personer.
Farmarlaget IKSU ungdom spelar på näst högsta nivå i Allsvenskan. Klubben har även ett utvecklingslag och ett lag i Juniorallsvenskan.

## Truppen 2018/2019
| Nr | Land           | Pos | Namn                     |
| -- | -------------- | --- | ------------------------ |
| 1  | Sverige        | MV  | Linnea Jonsson           |
| 3  | Sverige        | A   | Amanda Delgado Johansson |
| 4  | Sverige        | F   | Ellinor Berling          |
| 6  | Sverige        | C   | Tova Eriksson            |
| 8  | Sverige        | F   | Sandra Svärd             |
| 11 | Sverige        | A   | Tilde Hållstam           |
| 11 | Sverige        | A   | Maja Viström             |
| 12 | Storbritannien | F   | Louisa Turton            |
| 16 | Sverige        | F   | Jonna Stenvall           |
| 17 | Sverige        | C   | Cornelia Fjellstedt      |
| 19 | Sverige        | C   | Isa Jonsson              |
| 21 | Sverige        | A   | Alice Granstedt          |
| 26 | Sverige        | A   | Emelie Wibron            |

| Nr | Land    | Pos | Namn                 |
| -- | ------- | --- | -------------------- |
| 27 | Finland | A   | Oona Kauppi          |
| 28 | Finland | A   | Veera Kauppi         |
| 39 | Sverige | A   | Sofia Joelsson       |
| 77 | Sverige | F   | Emelie Engström      |
| 86 | Sverige | MV  | Lovisa Hedin         |
| 88 | Polen   | F   | Malgorzata Kulczycka |
| 95 | Sverige | MV  | Emelie Fällman       |
| 98 | Sverige | A   | Myra Aggestål        |